# Eduard Vaněk
Eduard Vaněk (* 24. listopadu 1915 Smíchov – 5. dubna 1982) byl český fotbalista, obránce.

## Fotbalová kariéra
Hrál za Spartu Košíře (jako amatér do roku 1937) a SK Židenice (1937–1949). V nejvyšší soutěži nastoupil ke 213 utkáním a dal 12 gólů. Ve Středoevropském poháru nastoupil dvakrát za SK Židenice. Dvakrát nastoupil za juniorskou a jednou za amatérskou reprezentaci. Na sklonku kariéry působil v Baníku Sokolov.
V období od 10.4.1938 do 5.4.1947 odehrál 174 utkání bez přerušení, což je 4. nejlepší výkon v historii ligy.

## Ligová bilance
| Ročník                                     | Zápasy | Góly | Klub               |
| ------------------------------------------ | ------ | ---- | ------------------ |
| Státní liga 1937/38                        | 10     | 0    | SK Židenice        |
| Státní liga 1938/39                        | 21     | 0    | SK Židenice        |
| Národní liga 1939/40                       | 22     | 2    | SK Židenice        |
| Národní liga 1940/41                       | 22     | 4    | SK Židenice        |
| Národní liga 1941/42                       | 22     | 3    | SK Židenice        |
| Národní liga 1942/43                       | 22     | 1    | SK Židenice        |
| Národní liga 1943/44                       | 26     | 0    | SK Židenice        |
| Státní liga 1945/46                        | 18     | 0    | SK Židenice        |
| Státní liga 1946/47                        | 25     | 1    | SK Židenice        |
| Státní liga 1948                           | 13     | 1    | Zbrojovka Židenice |
| Celostátní československé mistrovství 1949 | 12     | 0    | Zbrojovka Brno     |
| CELKEM                                     | 213    | 12   |                    |